# Hoosic River
Hoosic River (występują również inne warianty pisowni, m.in. Hoosick, Hoosuck i Hoosac) – rzeka w północno-wschodniej części Stanów Zjednoczonych, dopływ Hudson. Jej długość wynosi około 112 km. Powierzchnia zlewni wynosi około 1865 km².
Nazwa rzeki pochodzi z języków algonkiańskich i oznacza prawdopodobnie „kamieniste miejsce” (hussun - kamień, ack - miejsce).
Źródła rzeki znajdują się na wzgórzach Berkshires kilka kilometrów na północny wschód od Dalton w Massachusetts, na wysokości około 457 m n.p.m. W tym stanie przepływa m.in. przez Cheshire, Adams, North Adams i Williamstown. Następnie płynie przez stan Vermont, gdzie przepływa przez Pownal. Z Vermont rzeka wpływa do Nowego Jorku. W tym stanie wybudowano na niej cztery zapory: w Hoosick Falls, Johnsonville, Valley Falls i Schaghticoke. Uchodzi do Hudson niedaleko miasta Stillwater.